# Таскатлы
Таскатлы — село в Колосовском районе Омской области. Административный центр Таскатлинского сельского поселения.

## История
В 1928 году состояло из 165 хозяйств, основное население — русские. Центр Тоскатлинского сельсовета Нижне-Колосовского района Тарского округа Сибирского края.

## Население
| 1926 | 2010 |
| ---- | ---- |
| 911  | ↘294 |